# El Palmar de Troya
El Palmar de Troya é uma vila e um município na Andaluzia, Espanha. Secessionou-se do município de Utrera em 2018 e se tornou o 106º município da província de Sevilha.
A vila é particularmente conhecida pela Catedral do Palmar de Troya, a catedral da Igreja Cristã Palmariana, uma seita cismática dita católica fundada por Clemente Domínguez y Gómez e pelas supostas aparições marianas ocorridas no local, tendo início em 1968.